# Lamyropsis
Lamyropsis là một chi thực vật có hoa thuộc họ Asteraceae.

## Danh sách loài
Chi này có các loài sau:
- Lamyropsis carpini
- Lamyropsis charadzeae
- Lamyropsis cynaroides (Lam.) Dittrich
- Lamyropsis lycia
- Lamyropsis macracantha (Schrenk) Dittrich
- Lamyropsis microcephala (Moris) Dittrich & Greuter
- Lamyropsis sinuata